# Пети-Мар
Пети-Мар (фр. Petit-Mars) — коммуна на западе Франции, находится в регионе Пеи-де-ла-Луар, департамент Атлантическая Луара, округ Шатобриан-Ансени, кантон Нор-сюр-Эрдр. Расположена в 18 км к северу от Нанта, в 13 км от автомагистрали А11, на левом берегу реки Эрдр.   
Население (2017) — 3 601 человек.

## Достопримечательности
- Церковь Святого Петра 1878-1900 годов
- Шато Пон-Ю XVIII века на берегу Эрдра
- Усадьба Брей XV-XIX веков
- Усадьба Поммере XVI-XIX веков
- Ветряная мельница Рошет XIX века
- Руины театра и ипподрома галло-римского периода

## Экономика
Структура занятости населения:
- сельское хозяйство — 13,2 %
- промышленность — 5,1 %
- строительство — 10,3 %
- торговля, транспорт и сфера услуг — 42,7 %
- государственные и муниципальные службы — 28,7 %

Уровень безработицы (2017 год) — 7,0 % (Франция в целом — 13,4 %, департамент Атлантическая Луара — 11,6 %). 

Среднегодовой доход на 1 человека, евро (2017 год) — 22 870 (Франция в целом — 21 110, департамент Атлантическая Луара — 21 910).

## Демография
Динамика численности населения, чел.

## Администрация
Пост мэра Пети-Мар с 2014 года занимает Жан-Люк Бенье (Jean-Luc Besnier). На муниципальных выборах 2020 года возглавляемый им независимый список был единственным.
| Период | Период | Фамилия       | Партия        | Примечания |
| ------ | ------ | ------------- | ------------- | ---------- |
| 1970   | 1975   | Луи Лекип     |               |            |
| 1975   | 1978   | Жозеф Форже   |               |            |
| 1978   | 2007   | Жоэль Дове    | Разные правые |            |
| 2007   | 2014   | Доминик Гелье | Разные правые |            |
| 2014   |        | Жан-Люк Бенье | Разные правые | учитель    |